# Hans Theodor Hesselberg
Hans Theodor Hesselberg, född 7 januari 1885, död 10 november 1966, var en norsk meteorolog.
Hesselberg blev filosofie doktor i Oslo 1913, och var assistent åt Vilhelm Bjerknes 1908-15, samt direktör för Det norske meteoroligske institut från 1915. Hesselberg har förutom på organisationsarbeten nedlagt sin största kraft på arbeten inom den teoretiska meteorologin. Bland hans skrifter märks die Grössenordnung der meteorologischen Elemente (1914) och Untersuchungen über die Gesetze der ausgeglichenen Bewegungen in der Atmosphäre (1928).